# Lobelia humpatensis
Lobelia humpatensis är en klockväxtart som beskrevs av Franz Elfried Wimmer. Lobelia humpatensis ingår i släktet lobelior, och familjen klockväxter. Inga underarter finns listade i Catalogue of Life.